# Lluís Millà i Gàcio
Lluís Millà i Gàcio   (Madrid, 1865 - Barcelona, 1946) fou un llibreter i comediògraf català.

## Biografia
Era fill del també llibreter i prestidigitador Melcior Millà i Castellnou i pare de l'autor de teatre Àngel Millà i Navarro.
Començà com a actor còmic i tot seguit va escriure teatre. El 1901 fundà amb el seu germà Francesc i amb ajut del seu pare la Llibreria i Arxiu-Teatral Millà, on edità nombroses obres, revistes i diversos catàlegs bibliogràfics de teatre català que després manllevava a companyies de teatre amateur. Aleshores va deixar d'actuar i continuà el negoci de llibreter amb el seu fill. Avel·lí Artís i Balaguer el considerava una institució en l'ambient teatral de Catalunya en aquells anys. Va publicar més de 200 peces de teatre.

## Obres
- Mal casat (1883)
- Gotims (poesia. 1886)
- Catàleg d'obres teatrals catalanes (1926)
- Fantasies vulgars (articles, 1894)
- L'ànima d'en Pepe-Hillo (1900)
- A tres quarts de quinze (1900)
- L'aixeca dones (1916) traducció de ¡Tais-toi, mon coeur! de Maurice Hennequin i Pierre Weber
- Aventures del Capità Patacada (1919)